# توسکا (اپرا)
توسکا اپرایی در سه پرده است که توسط جاکومو پوچینی بر اساس اپرانامه ایتالیائی از لویجی ایلیکا و جوزپه جیاکوزا ساخته شده‌است. این اپرا نخستین بار به تاریخ ۱۴ ژانویه ۱۹۰۰ در روم به روی صحنه رفت و ماجرای آن الهام گرفته از نمایشنامه ملودرام «توسکا» اثر ویکتورین ساردو می‌باشد. مکان رخداد این داستان روم و زمان آن ژوئن ۱۸۰۰ می‌باشد؛ هنگامی که سرزمینهای تحت کنترل پادشاهی ناپل در معرض خطر حمله ناپلئون بناپارت قرار داشتند. این اپرا در عین اینکه حاوی تصاویر شکنجه، قتل و خودکشی می‌باشد، در برگیرنده تعدادی از بهترین آریاهای پوچینی، با اجراهای تأثیرگذار و فراموش نشدنی خوانندگان برجسته اپرا نیز هست.
در سال ۱۸۸۹، پوچینی نمایش این اثر را در ایتالیا دید و پس از طی فراز و نشیب‌های بسیار در سال ۱۸۹۵، اجازه تبدیل آن را به اپرا دریافت کرد؛ خلاصه کردن و برگرداندن آن به اپرا چهار سال زمان برد که در طی آن مرتباً مشاجراتی بین نویسنده، اپراساز و ناشر درمی‌گرفت. اولین اجرای توسکا در زمان ناآرامی‌ها در روم - با یک روز تأخیر به دلیل احتمال آشوب - انجام پذیرفت. اگر چه برخی از منتقدین این اثر را در خور توجه ندانستند، استقبال چشمگیر مردم از آن، گویای موفقیت این اثر بود. اپرای توسکا تا به امروز، یکی از محبوب‌ترین اپراها و پر اجرا ترینها - به صورت زنده یا استودیو - محسوب می‌شود.

## نقش‌ها
| نقش                                                                       | نوع صدا    |
| ------------------------------------------------------------------------- | ---------- |
| فلوریا توسکا؛ یک خواننده مشهور                                            | سوپرانو    |
| ماریو کاوارادوسی؛ یک نقاش                                                 | تنور (صدا) |
| بارن اسکارپیا؛ رئیس پلیس                                                  | باریتون    |
| سزار آنجلوتی؛ کنسول سابق جمهوری روم                                       | باس        |
| یک محافظ وسایل کلیسا                                                      | باریتون    |
| اسپولتا؛ یک مأمور پلیس                                                    | تنور       |
| شارونه؛ یک ژاندارم                                                        | باس        |
| یک زندانبان                                                               | باس        |
| یک پسر چوپان                                                              | آلتو       |
| گروه کر سربازان، مأموران پلیس، نجیب زادگان زن و مرد، اهالی محل و صنعتگران |            |

## زمینه‌های تاریخی
جنگ‌های انقلاب فرانسه را نیز ببینید.

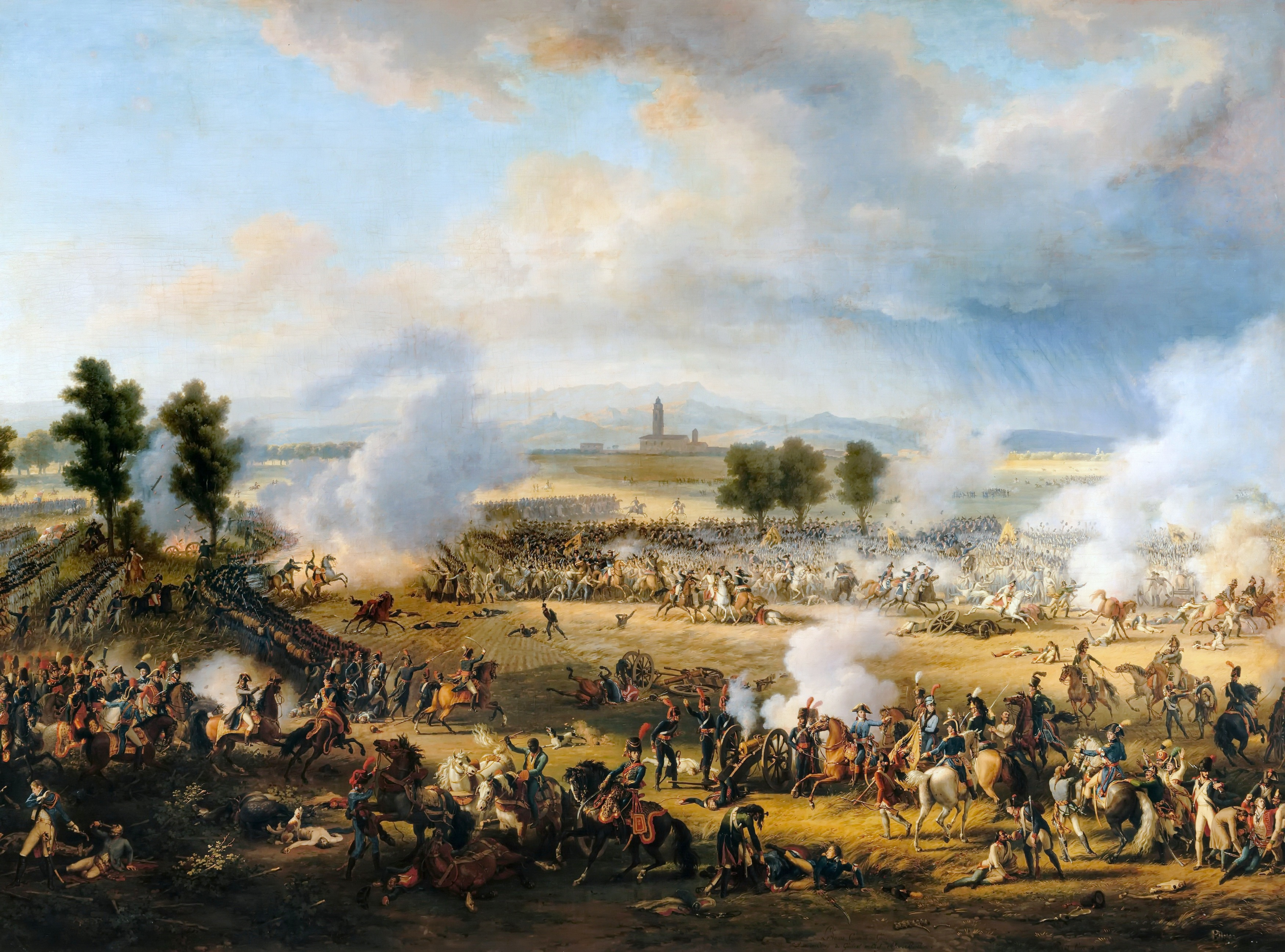
نقاشی نبرد مارنگو اثر لویی فرانسوا

مطابق اپرانامه، داستان «توسکا» در روم - ژوئن ۱۸۰۰ - رخ می‌دهد. ساردو این تاریخ را به صورت دقیقتری اینگونه عنوان نموده است: `بعدازظهر، سر شب و بامداد روزهای ۱۷ و ۱۸ ژوئن. `
ایتالیا برای مدت طولانی به تعدادی ایالت تقسیم شده بود که پاپ در روم، ایالات پاپی را در مرکز ایتالیا قانونگذاری می‌نمود. پس از انقلاب فرانسه، در سال ۱۷۹۶، ارتش فرانسه به رهبری ناپلئون به ایتالیا حمله کرد؛ آن‌ها به راحتی در تاریخ ۱۱ فوریه ۱۷۹۸ وارد روم شده و یک جمهوری را پایه‌گذاری کردند. این جمهوری توسط هفت کنسول اداره می‌شد و در این اپرا، احتمالاً نقش «آنجلوتی» از زندگی واقعی کنسول «لیبرو آنجلوچی» الهام گرفته‌است. فرانسویها که مسئول محافظت از این جمهوری بودند، در سپتامبر ۱۷۹۹ از روم خارج شدند و پس از آن سربازان پادشاهی ناپل شهر را اشغال کردند.
در می۱۸۰۰، رهبر بلامنازع فرانسه، نیروهایش را از راه آلپ، بار دیگر به ایتالیا آورد؛ ۱۴ ژوئن، در نزدیکی آلساندریا، ارتش وی در نبرد مارنگو با اتریشیها رودررو شدند. ابتدا اتریشیها کنترل میدان جنگ را دردست گرفتند و فرمانده آن‌ها " مارشال ملاس " این خبر خوش را توسط پیکی به روم فرستاد. اما بعدازظهر همان روز، سپاهیان تازه‌نفس فرانسوی سر رسیدند و به دستور ناپلئون به سربازان خسته اتریشی حمله‌ور شدند. ملاس به همراه ارتش به هم ریخته اش، ناچار به عقب‌نشینی شد و پیک دیگری را برای عوض کردن پیام قبلی، به جنوب فرستاد. در نتیجه این وقایع، ناپلی‌ها روم را ترک نمودند و این شهر به مدت ۱۴ سال تحت سلطه فرانسویها بود.

## خلاصه

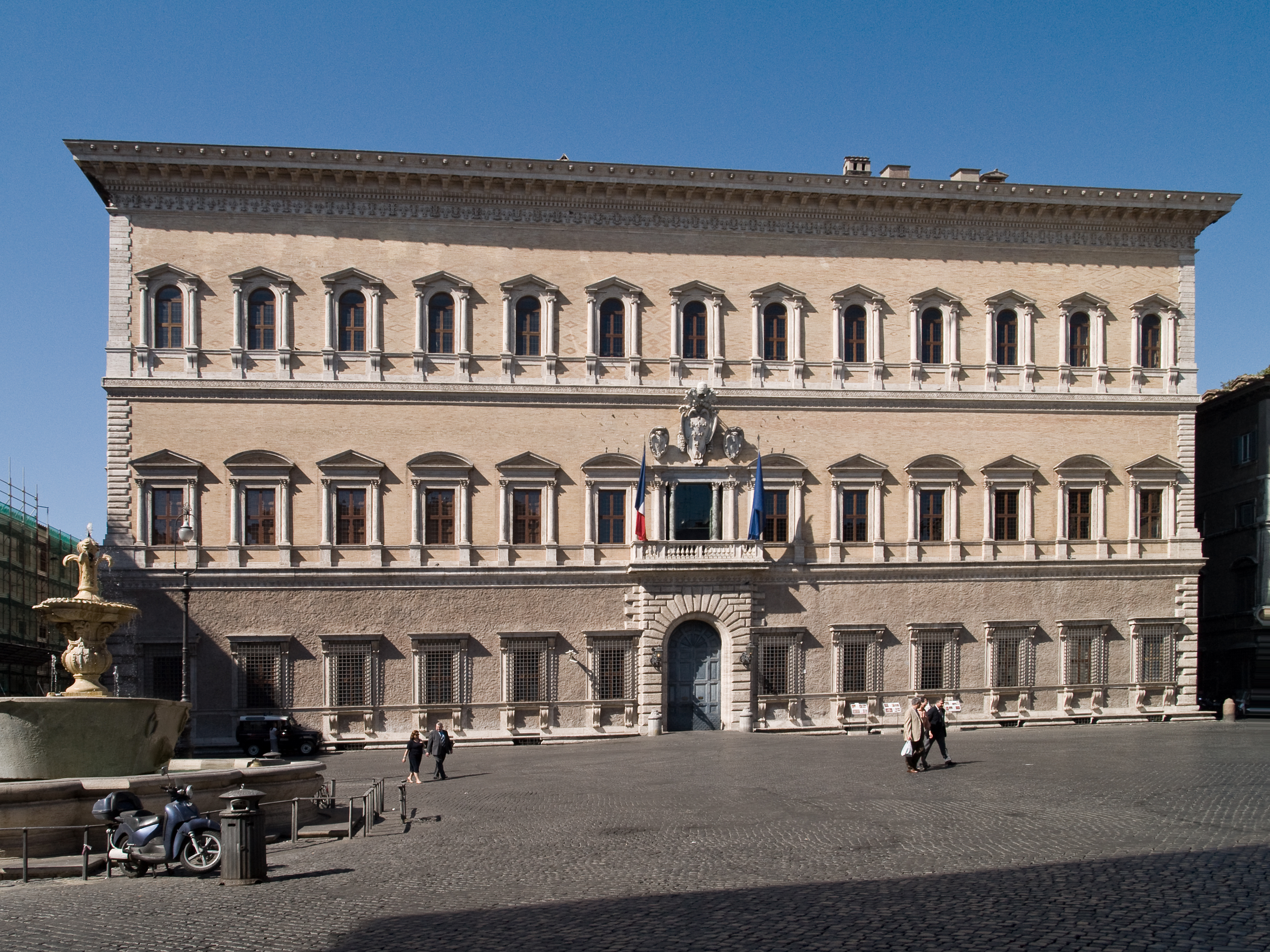
معبد خصوصی در کایسا برای مخفی شدن مارکزا آتاوانتی

### پرده یک
داخل کلیسای سن آندریا دلا واله
آنجلوتی، کنسول سابق جمهوری روم و زندانی سیاسی فراری کنونی، خود را به داخل کلیسا می‌رساند و در معبد خصوصی آتاوانتی مخفی می‌شود؛ خواهرش - مارکزا آتاوانتی - کلید معبد را برای او زیر پای مجسمه مریم مقدس قایم کرده بوده‌است. مسئول پیر نگهداری از کلیسا وارد شده و شروع به نظافت می‌کند و سپس به دعا خوانی می‌پردازد. ماریو کاوارادوسی نقاش وارد می‌شود تا کارش را بر روی تصویر مریم مجدلیه ادامه دهد. محافظ پیر شباهتی بین نقاشی و چهره زنی با موهای طلایی که اخیراً به کلیسا رفت‌وآمد داشته، می‌یابد (در واقع این زن، مارکزا، خواهر آنجلوتی بوده که به‌طور ناشناس به آنجا میامده است). کاوارادوسی اما این شباهت را به صورت یک هارمونی پنهان ("Recondita armonia") توصیف می‌کند که بین این عکس و چهره معشوقه‌اش "توسکا"، با موهای مشکی، می‌توان یافت؛ سرایدار پیر هم زیر لب مخالفتی می‌کند و می‌رود.
آنجلوتی از مخفیگاهش خارج می‌شود و به دوست قدیمی‌اش، کاوارادوسی، که از طرفداران جمهوری بوده می‌گوید که بارون اسکارپیا - رئیس پلیس - در تعقیب اوست. کاوارادوسی هم قول می‌دهد که به او کمک کند. صدای آواز خواندن توسکا شنیده می‌شود که به دیدن کاوارادوسی می‌آید. نقاش جوان سبد غذایش را سریع به دوستش می‌دهد و او هم با شتاب به مخفیگاهش بازمی‌گردد. توسکا وارد می‌شود و مظنونانه از کاوارادوسی می‌پرسد که با چه کسی صحبت می‌کرده؛ به گمان توسکا زنی در آنجا حضور داشته؛ اما کاوارادوسی به او اطمینان می‌دهد که اینطور نیست. توسکا از کاوارادوسی می‌خواهد که عصر او را به ویلایش ببرد ("Non la sospiri, la nostra casetta")؛ همچنین حسادت خود را نسبت به تصویر زیبای زن در نقاشی - که به نظرش بسیار شبیه مارکزا آتاوانتی بوده - ابراز می‌دارد و از کاوارادوسی می‌خواهد که رنگ چشمان و موهای او را شبیه توسکا - مشکی - کند. نقاش جوان هم اعتراف می‌کند که مارکزا را هنگام دعا در کلیسا دیده و تصمیم گرفته که برای این نقاشی از چهره او الهام بگیرد؛ او ادامه می‌دهد که از نظر وی هیچ زنی زیباتر از توسکا نیست. همچنین از توسکا می‌پرسد: " آیا چشمانی زیباتر از چشمان تو در دنیا هست؟ " ("Qual'occhio al mondo")
بعد از رفتن توسکا، آنجلوتی بازمی‌گردد و نقشه‌اش را برای فرار و تغییر قیافه به شکل یک زن - با پوشیدن لباسهای خواهرش - برای کاوارادوسی بازگو می‌کند. کاوارادوسی هم کلید ویلایش را به آنجلوتی می‌دهد و به او پیشنهاد می‌کند که در آنجا چاهی بلأستفاده هست که وی می‌تواند داخل آن پنهان شود.
با صدای شلیک یک توپ، فرار آنجلوتی اعلام می‌شود؛ او هم به همراه کاوارادوسی به سرعت از کلیسا خارج می‌شوند. سرایدار پیر با گروه آوازخوانهای نوجوان کلیسا وارد می‌شوند و شکست ناپلئون در مارنگو را جشن می‌گیرند. اسکارپیا به همراه قائم مقامش اسپولتا و چند مأمور پلیس سر می‌رسند و شادمانی آن‌ها را متوقف می‌کنند؛ آن‌ها خبر دار شده‌اند که آنجلوتی جایی در کلیسا پنهان شده و به دستور اسکارپیا، جستجو آغاز می‌شود. یک سبد خالی غذا بعلاوه یک بادبزن که نشان خانوادگی آتاوانتی روی آن بوده، در معبد پیدا می‌شود. اسکارپیا شروع به سؤال کردن از محافظ پیر می‌کند و وقتی متوجه می‌شود که کاوارادوسی به تازگی در کلیسا حضور داشته به او شک می‌کند و گمان می‌برد که مرد نقاش در فرار آنجلوتی دست دارد.
توسکا می‌آید و اسکارپیا به او القا می‌کند که بین نقاش جوان و مارکزا آتاوانتی رابطه عاشقانه ایی وجود دارد و برای اثبات هم بادبزن را نشان می‌دهد. توسکا به شدت رنجیده خاطر می‌شود و برای ابراز ناراحتی اش پیش کاوارادوسی می‌رود؛ اسکارپیا هم خوشحال از عملی شدن نقشه‌اش، به افرادش دستور می‌دهد که زن جوان را تعقیب کنند تا از این طریق کاوارادوسی پیدا شود. اسکارپیا همچنین مجذوب زیبایی توسکا می‌شود و تصمیم می‌گیرد که پس از اعدام کاوارادوسی توسکا را از آن خود سازد. خوانندگان کلیسا وارد می‌شوند و سرود روحانی می‌خوانند. اسکارپیا هم با گفتن «توسکا، تو مرا از یاد خدا هم غافل کردی»، به جمع دعا خوانان می‌پیوندد.

### پرده دو
عصر همانروز، آپارتمان اسکارپیا در ساختمان اداری فارنیسه
اسکارپیا، بوقت صرف شام، یادداشتی برای توسکا می‌فرستد که به آپارتمان او بیاید. کاوارادوسی دستگیر شده بوده اما آنجلوتی هنوز پیدا نشده‌است. همچنان که مرد نقاش برای پرس و جو به داخل آورده می‌شود، صدای توسکا که آواز معروف کانتاتا را می‌خوانده، از اتاق دیگری شنیده می‌شود. کاوارادوسی از فرار آنجلوتی اظهار بی اطلاعی می‌کند و توسکا درست هنگامی که معشوقه اش را برای اقرار شکنجه می‌دادند، سر می‌رسد. کاوارادوسی فرصت پیدا می‌کند که با توسکا به‌طور مختصر حرفی بزند و از او می‌خواهد که در مورد آنجلوتی چیزی نگوید. نقاش کلیسا را برای اعتراف به اتاق دیگری می‌برند؛ اسکارپیا از توسکا می‌خواهد که محل اختفای آنجلوتی را به آن‌ها نشان دهد، اما وی از دادن هرگونه اطلاعاتی خودداری می‌کند. با بلند شدن صدای فریادهای کاوارادوسی زیر شکنجه، توسکا تاب نیاورده و می‌گوید که آنجلوتی در چاهی در ویلای او پنهان است. اسکارپیا دستور می‌دهد که شکنجه متوقف شود و کاوارادوسی را پیش توسکا بیاورند. وقتی نقاش جوان هشیاری خود را بازمیابد، از افشاگری توسکا به شدت خشمگین شده و به او ابراز تنفر می‌کند.
شارونه - یک مأمور پلیس - خبر پیروزی ناپلئون در مارنگو را میاورد؛ کاوارادوسی بسیار خوشحال می‌شود و به اسکارپیا می‌گوید که حکمرانی ظالمانه و وحشت بار آن‌ها رو به پایان است؛ سپس توسط افراد اسکارپیا به بیرون کشیده می‌شود. وقتی اسکارپیا با توسکا تنها می‌شود، به او پیشنهاد معامله ایی می‌دهد: ` اگر توسکا خود را در اختیار اسکارپیا بگذارد، کاوارادوسی آزاد خواهد شد. ` اما توسکا به اسکارپیا می‌گوید که به شدت از او متنفر است و هیچگاه متعلق به وی نخواهد شد. صدای طبل اعدام به گوش می‌رسد؛ اسکارپیا منتظر است تا توسکا نظرش را عوض کند؛ زن جوان هم با خداوند به راز و نیاز می‌پردازد که تمام عمر سعی در خشنود ساختن خدا و بندگانش داشته و چرا حالا باید در این وضعیت غم‌انگیز تنها بماند ("Vissi d'arte").
اسکارپیا علی‌رغم میل توسکا به خواسته‌اش اصرار می‌ورزد. اسپولتا خبر میاورد که آنجلوتی خودکشی کرده و همه چیز هم برای اعدام کاوارادوسی آماده است. توسکا به شدت مأیوس می‌شود و خواسته اسکارپیا را به خاطر آزادی معشوقش قبول می‌کند. اسکارپیا هم به قائم مقامش دستور می‌دهد که اجرای اعدام به صورت نمایشی و ساختگی باشد و هر دو یاد اعدام خنده دار و جعلی کنت پالمیری می‌افتند.
وقتی اسپولتو می‌رود، توسکا شرایط بیشتری برای اسکارپیا می‌گذارد و از وی می‌خواهد که برای او و کاوارادوسی امان نامه ایی بنویسد تا بعد از آزادی، به راحتی بتوانند از روم خارج شوند. وقتی اسکارپیا مشغول نوشتن اجازه عبور می‌شود، توسکا چاقویی از روی میز برمی‌دارد و پیش خود نگاه می‌دارد. هنگامی که اسکارپیا پیروزمندانه به توسکا نزدیک می‌شود تا او را در آغوش گیرد، زن جوان با چاقو ضربه ایی به او زده و می‌گوید: "این است بوسه توسکا!" وقتی اسکارپیا نفس‌های آخر را می‌کشد، توسکا می‌گوید که حالا دیگر او را بخشیده و امان نامه را هم از جیبش برمی‌دارد؛ او قبل از ترک محل، به رسم خداشناسی، کنار جسد اسکارپیا شمع می‌گذارد و صلیبی روی سینه او قرار می‌دهد.

### پرده سه
بامداد روز بعد، در بلندای قلعه سنت آنجلو
همراه با صدای ناقوس کلیسا، پسرک چوپانی در حال دعا خوانی است ("Io de' sospiri"). نگهبانان کاوارادوسی را آورده و به او می‌گویند که فقط یک ساعت از عمرش باقیست؛ او به جای ملاقات با روحانی کلیسا، تقاضا می‌کند که اجازه دهند نامه ایی به توسکا بنویسد و با دادن انگشترش به مسئول زندان، از وی می‌خواهد که نامه را به دست توسکا برساند؛ اما تا شروع به نوشتن می‌کند، تمامی خاطراتش با توسکا در ذهن او زنده می‌شوند ("E lucevan le stelle") و از نوشتن بازمی‌ماند. توسکا پیش او میآید و اجازه‌نامه عبور بی خطر از روم را به او نشان می‌دهد؛ وی همه آنچه که اتفاق افتاده را برای کاوارادوسی تعریف می‌کند و با شادی می‌گوید: "حالا دیگر اسکارپیا مرده؛ اعدام قریب‌الوقوع هم ساختگی و دروغین خواهد بود و بعد از آن، قبل از اینکه جسد اسکارپیا پیدا شود، می‌توانیم در امنیت کامل از روم خارج شویم."
کاوارادوسی از اینکه توسکا با روحی لطیف و قلبی پاک، اینچنین توانسته به خاطر عشقش، اسکارپیا را از پای درآورد، شگفت زده می‌شود ("O dolci mani"). آن‌ها با خوشحالی و هیجان، زندگی رؤیایی و خوشبختی‌شان را در آینده و خارج از روم تصور می‌کنند. توسکا به کاوارادوسی - همان‌طور که خودش برای اجرای نقشهای روی صحنه اش یادگرفته بود - یاد می‌دهد که چطور ادای مردن را در بیاورد؛ او می‌گوید که ابتدا با تفنگی خالی به وی شلیک خواهد شد، سپس باید به زمین بیفتد و قبل از خروج تمامی مأموران، هیچ تکانی نخورد؛ کاوارادوسی هم قول می‌دهد که به خوبی و مهارت " توسکا روی صحنه " نقشش را ایفا کند. کاوارادوسی را برای اعدام می‌برند؛ توسکا هم با ترس و اضطرابی که هر لحظه بیشتر می‌شد، او را نگاه می‌کند. شلیک آغاز می‌شود، کاوارادوسی به زمین می‌افتد و توسکا اذعان می‌دارد: "عجب هنرپیشه ایی!" ("Ecco un artista")
وقتی همه سربازان خارج می‌شوند، او به سوی کاوارادوسی می‌شتابد و پی به خیانت اسکارپیا می‌برد؛ کاوارادوسی کشته شده‌است! با قلبی شکسته، بدن بی جان معشوقش را محکم در آغوش می‌گیرد و اشک می‌ریزد. صدای اسپولتا، شارونه و سربازان به گوش می‌رسد که جسد اسکارپیا پیدا شده و توسکا به عنوان مجرم شناخته شده‌است. آن‌ها سریعاً برای دستگیری توسکا خود را می‌رسانند و توسکا نیز با دیدن آنها، برای رهائی از اجرای حکم، خود را به بالای دیوار قلعه رسانده و با فریاد "اسکارپیا، ما در حضور خداوند ملاقات خواهیم نمود." ("O Scarpia, we meet before God") خود را پایین میندازد و به زندگی اش پایان می‌دهد.